# 改革文学
改革文学，是中国文化大革命后的一种文学流派（思潮），发轫之作为蒋子龙1979年发表的《乔厂长上任记》，诞生于邓小平主导的“拨乱反正”和“改革开放”初期。

## 内容
这类作品以中国十一届三中全会带来的改革浪潮为描写对象，塑造了一批改革家的形象。是中国社会生活重心由阶级斗争转移到现代化建设上来的反映。

## 代表作
1. 刘心武《钟鼓楼》
2. 张洁《沉重的翅膀》